# Тања Кнезић-Драганић
Тања Кнезић (21. јануара 1947. — Загреб, 30. августа 1986) била је хрватска позоришна, телевизијска и филмска глумица.
Награђена је Златном ареном за најбољу женску епизодну улогу (Пријеки суд) на фестивалу у Пули.

## Филмографија

### Телевизијске улоге
- „Ча смо у овон свету“ као Филе (1973.)

### Филмске улоге
- „Злочин у школи“ као секретарица (1982)
- „Пријеки суд“ (1978)
- „Живјети од љубави“ као студент (1973)
- „Мириси, злато и тамјан“ као малољетна штићеница часних сестара (1971)

### Синхронизација
- „Три луталице“ (1986)
- глас Штрумпфете у "Штрумпфовима"